# بخش کساله
بخش کساله یک منطقهٔ مسکونی در سودان است که در کسلا واقع شده‌است.